# Čang Po-ťün
Čang Po-ťün (čínsky pchin-jinem Zhāng Bójūn, znaky zjednodušené 章伯钧, tradiční 章伯鈞; 17. listopadu 1895 — 17. května 1969) byl čínský politik a intelektuál, od 20. let jeden z předních politiků působících ve stranách „třetí cesty“ mezi Kuomintangem a Komunistickou stranou Číny, ze kterých nakonec vznikla Čínská demokratická liga (místopředseda 1949–1958) a Demokratická strana čínských rolníků a dělníků (předseda 1947–1958). V prvním desetiletí Čínské lidové republiky v ní zastával přední funkce – ministr dopravy (1949–1958), místopředseda celostátního výboru Čínského lidového politického poradního shromáždění (1954–1958), vedl deník Kuang-ming ž’-pao (1949–1957). V letech 1957–1958 se stal jednou z prominentních obětí kampaně proti pravičákům a byl donucen k odchodu z veřejného života.

## Život

### Mládí a studia
Čang Po-ťün se narodil v okresu Tchung-čcheng v provincii An-chuej v rodině vzdělance, dostalo se mu klasického vzdělání a roku 1916 složil vstupní zkoušku na Wuchanskou normální školu (dnes Wuchanská univerzita). V roce 1920 se vrátil do rodného Tchung-čchengu a stal se učitelem angličtiny na Anchuejské čtvrté normální škole. V roce 1922 odcestoval do Německa, kde na univerzitě v Berlíně následující tři roky studoval filozofii. Cesta se mohla uskutečnit díky podpoře Sü Š’-jinga, vysoce postaveného nacionalistického politika, který si Čang Po-ťüna velmi vážil. V Německu se spřátelil s Ču Tem a Teng Jen-taem. Teng ho přesvědčil ke vstupu do Kuomintangu.

### Politik Čínské republiky
Roku 1926 se na Tengovu výzvu Čang vrátil do Číny a připojil ke kuomintangské vládě ve Wu-chanu. Teng Jen-ta v ní řídil politické oddělení ve štábu velitele Severního pochodu, Čang se stal vedoucím sekce propagandy v Tengově oddělení. S Tengem patřili ke kuomintangské levici stavící se proti kuomintangské pravici v Nankingu. Oba se účastnili komunistického povstání v Nan-čchangu v srpnu 1927. Po porážce povstání prchl do Šanghaje (Teng do Evropy). V Šanghaji roku 1928 s Tchan Pching-šanem (bývalý člen vedení Komunistické strany Číny) a s podporou Teng Jen-taa zorganizovali „Prozatímní akční výbor čínského Kuomintangu“, známý více jako Třetí strana, která se hlásila k Sunjatsenovým principům – spojenectví se Sovětským svazem, spolupráce s komunisty a hájení zájmů dělníků a rolníků. Po svém návratu z Evropy byl Teng Jen-fa roku 1930 zvolen předsedou takto vzniklé strany. V listopadu 1931 byl však popraven kuomintangskou vládou a vedení strany převzal Chuang Čchi-siang. Pod tlakem kuomintangské policie muselo vedení strany včetně Čang Po-ťüna odejít ze Šanghaje. Koncem roku 1933 Čang se svou stranou podpořili protičankajškovské povstání ve Fu-ťienu a Čang se stal ministrem dopravy fuťienské „lidové vlády“. Fuťienské povstání se však po několika týdnech zhroutilo a Čang musel v lednu 1934 prchnout do Hongkongu, odkud odešel do Japonska.
Do Hongkongu se vrátil roku 1935 a s kolegy obnovil stranu pod názvem Akční výbor čínského národního osvobození. Po japonské invazi roku 1937 a vypuknutí čínsko-japonské války v zájmu protijaponského boje spolupracoval s Kuomintangem, odešel ke kuomintangské vládě do Nankingu, pak Wu-chanu a Čchung-čchingu; od roku 1938 nahradil Chuang Čchi-sianga v čele strany, současně v letech 1938–1941 pracoval v Národní politické radě, ze které byl roku 1941 za kritiku kuomintangského útoku proti komunistické Nové 4. armádě. Roku 1944 se podílel na organizaci Ligy čínských demokratických politických skupin, předchůdce Čínské demokratické ligy. Roku 1946 se účastnil politického poradního shromáždění svolaného v Čchung-čchingu (a později v Nankingu) kuomintangskou vládou, působil ve výboru pro novou ústavu, ale jednání shromáždění nebyla úspěšná. Svou politickou skupinu (Akční výbor čínského národního osvobození) v únoru 1947 reorganizoval v Demokratickou stranu čínských rolníků a dělníků, které i nadále předsedal. Roku 1947 kuomintangská vláda zakázala Čínskou demokratickou ligu a Čang se proto stáhl do Hongkongu.

### V Čínské lidové republice
Později, koncem roku 1948, s dalšími politiky odešel do komunisty ovládaného Charbinu a v únoru 1949 do Pekingu. Zde byl komunisty přizván do přípravného výboru Čínského lidového politického poradního shromáždění, které se sešlo v září 1949 a zformulovalo program a potvrdilo složení Ústřední lidové vlády Čínské lidové republiky. Čang Po-ťün byl v září 1949 byl zvolen členem Ústřední lidové vlády a celostátního výboru Čínského lidového politického poradního shromáždění i užšího stálého výboru a v následujícím volebním období (od 1954) i místopředsedou celostátního výboru. Současně pracoval ve vládě, od října 1949 byl ministrem dopravy. Po zřízení deníku Kuang-ming ž’-pao jako tiskového orgánu Čínské demokratické ligy na podzim 1949 ho řídil jako výkonný ředitel. Současně byl od prosince 1949 místopředsedou Čínské demokratické ligy. V první polovině 50. let reprezentoval Čínu v zahraničí, roku 1954 se podílel na sestavení první ústavy Čínské lidové republiky a byl zvolen poslancem Všečínského shromáždění lidových zástupců (parlamentu).
Výrazně se účastnil kampaně sta květů v letech 1956–1957, jeho kritika některých kroků vlády Čínské lidové republiky a komunistické strany však vyvolala ostrou reakci vedení KS Číny a v následující kampani proti pravičákům (1957–1959) byl označen za „čínského pravičáka číslo jedna“. V listopadu 1957 přestal řídit Kuang-ming ž’-pao a roku 1958 byl odvolán z politických funkcí: ministra dopravy (v lednu 1958), místopředsedy celostátního výboru Čínského lidového politického poradního shromáždění, předsedy Demokratické strany čínských rolníků a dělníků (v dubnu 1958), místopředsedy Čínské demokratické ligy. Po přiznání viny a veřejném pokání byl v dubnu 1959 znovu zvolen členem stálého výboru celostátního výboru Čínského lidového politického poradního shromáždění. V dalším volebním období (od 1965) byl již pouze členem celostátního výboru.
Čang Po-ťün byl ženatý s Li Čchien-šeng, lékařkou a místopředsedkyní pekingské pobočky Společnosti čínského červeného kříže. Narodily se jim dvě dcery.
Zemřel 17. května 1969 v Pekingu na rakovinu žaludku.